# Amicale laïque Ergué-Gabéric (rink hockey)
Maillots
Actualités

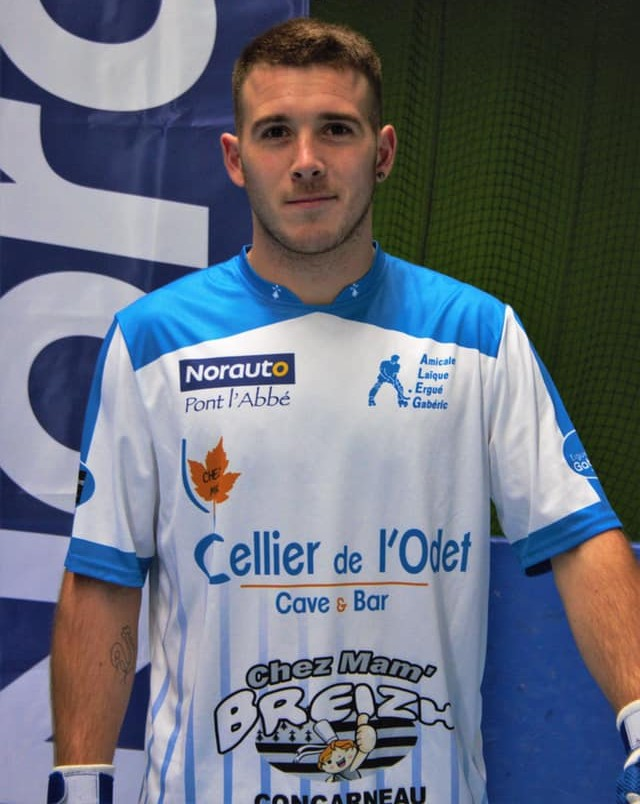
Le maillot de l'équipe première de l'AL Ergué-Gabéric en 2019 porté par Benoit Fouliard.

L’Amicale laïque Ergué-Gabéric est un club omnisports de la ville d'Ergué-Gabéric dans le Finistère qui est fondé en novembre 1983 par Jean Riou et Louis Kergourlay. Elle développe trois disciplines sportives le rink hockey, le patinage artistique et la randonnée pédestre. Le club est notamment connu pour sa section rink hockey dont l'équipe première est la seule parmi les six clubs du département à évoluer depuis 2022 en Nationale 2 (deuxième division nationale).
Durant la saison 2004-2005, le club finit second du championnat de Nationale 2 Nord (2e division du rink hockey français), se promouvant en Nationale 1 pour la saison 2005-2006 mais l'AL Ergué-Gabéric est reléguée en Nationale 2 Nord l'année suivante.
En 2013, le club se classe second de Nationale 2 Nord, derrière l'équipe réserve du HC Quévert. Ce dernier ne pouvant faire évoluer deux équipes en Nationale 1, l'équipe est promue pour la 2e fois de son histoire avant d'être à nouveau reléguée.
En 2020, l'équipe A sénior termine première du championnat de Nationale 2, offrant ainsi au club le premier titre dans cette compétition. Au cours de la saison 2021-2022, le club éprouve des difficultés à se maintenir dans l'élite et retrouve la Nationale 2 à l'issue du championnat.

## Historique
Le club a été fondé en 1983 par Louis Kergourlay, un footballeur local qui n'avait alors jamais encore pratiqué la discipline. En 2002, le club compte 55 licenciés avec au moins une équipe engagée dans presque toutes les catégories d'âge.
Durant la saison 2004-2005, le club remporte le championnat de Nationale 2 Nord (2e division du rink hockey français), se promouvant en Nationale 1 pour la saison 2005-2006 mais l'AL Ergué-Gabéric est reléguée en Nationale 2 Nord l'année suivante.
En 2013, le club se classe second de Nationale 2 Nord, derrière l'équipe réserve du HC Quévert. Ce dernier ne pouvant faire évoluer deux équipes en Nationale 1, l'équipe est promue pour la 2e fois de son histoire.
L'équipe est reléguée en 2015, mais la présidente du club Marie-Françoise Cotten en concertation avec l'entraineur Miguel Sanchez ainsi qu'Issac Gonzalez, nouvellement arrivé au club, envisagent une remontée en Élite. Cela passe notamment par la formation des jeunes joueurs du club. La création d'une équipe féminine est également envisagée.
En 2019, le budget du club s'élève à un montant de 70 000 euros. Ce budget ne permet pas aux joueurs d'être professionnels, bien qu'ils puissent parfois recevoir des primes et ou d'être défrayés. Les joueurs doivent avoir un emploi à côté de leur activité sportive. Néanmoins le gardien Albert Del Rio possède un contrat à mi-temps dans le cadre de la formation interne du club. Cela n’empêche pas l'équipe d'être désigné par les autres clubs de son championnat comme étant un prétendant à la montée en Nationale 1 lors de la saison 2019-2020. La saison 2019-2020 est interrompu en raison de la pandémie de coronavirus. Ergué-Gébaric étant en tête du classement au moment de l'arrêt du championnat, l'équipe est déclarée championne de France 2020 et accède à la première division la saison suivante. En première division, le budget du club s'élève à 80 000 euros soit cinq fois moins que Saint-Omer en tête de championnat. L'équipe, dont la section hockey du club ne compte que soixante pratiquant, manque de joueurs et doit faire appel à des recrutements internes dans les catégories jeunes ainsi que des recrutements externes avec un international allemand.

## Identité visuelle
L'AL Ergué-Gabéric évolue sous les couleurs bleues et blanches.

## Infrastructure
Le club de l'Amicale Laïque Ergué-Gabéric est situé à Ergué-Gabéric non loin de Quimper, le préfecture du Finistère.
En 2019, le gala de fin d'année de la section artistique est avancée de deux mois et se déroule en mars en raison de la fermeture de la salle Paul-Émile-Victor en raison de travaux. La salle est complètement transformée. Durant la saison 2019-2020, les matchs se déroulaient dans la salle de Plonéour-Lanvern, mais après 17 mois d'absence, l'équipe première du club retrouve leur terrain pour accueillir un match à domicile.

## Section rink hockey

### Parcours du club
| Saison      | 2009-2010 | 2010-2011 | 2011-2012 | 2012-2013 | 2013-2014 | 2014-2015 | 2015-2016 | 2016-2017 | 2017-2018 | 2018-2019 | 2019-2020 |
| ----------- | --------- | --------- | --------- | --------- | --------- | --------- | --------- | --------- | --------- | --------- | --------- |
| Nationale 1 |           |           |           |           | 9e        | 11e       |           |           |           | 11e       |           |
| Nationale 2 | 8e        | 9e        | 7e        | 2e        |           |           | 3e        | 5e        | 2e        |           | 1er       |

### Palmarès
- Équipe A Senior :
  - Champion de France de Nationale 2 en 2020 ;
  - Vice-champion de France de Nationale 2 en 2013 et 2017.

- Récompenses individuelles :
  - Benoît Fouliard - Meilleur buteur du championnat de Nationale 2 (saison 2017-2018) ;

### Joueurs du club
Certains joueurs ayant évolué dans le club ont connu des sélections en équipe nationale et d'autres ont connu un parcours dans des championnats étrangers :
- Hugues Bihan, sélectionné en équipe de France u17 et joueur à Montreux durant trois saisons[RH 1].
- Antoine Leberre, formé au club, est actuellement en équipe de France sénior et évolue en liga espagnole.

### Informations sur les joueurs
- Site de la Fédération Française :

- Site rinkhockey.net :

1. ↑  Hugues Bihan